# Чиатурский троллейбус
Чиатурский троллейбус — существовавшая с 1967 по 2009 годы троллейбусная система в городе Чиатура (Грузия). Являлась единственной междугородней троллейбусной линией в стране, соединяя города Чиатура и Сачхере.
Троллейбусное движение между городами было открыто 7 ноября 1967 года. Единственным видом подвижного состава на линии с момента её основания до ликвидации были чехословацкие троллейбусы Škoda 9Tr.

## Маршруты и троллейбусное депо
Существовало два маршрута. Первый начинался у чиатурского дома культуры и заканчивался у вокзала железнодорожной станции Сачхере, а второй ходил от дома культуры к жилым районам Чиатуры. Оба маршрута проходили по набережной реки Квирила.
Троллейбусное депо находилось на выезде из Чиатуры, у подножия микрорайона Итхвиси.

## Упадок и закрытие системы
С распадом СССР чиатурский троллейбус пришёл в упадок. Финансирование сильно сократилось, техническое обслуживание и ремонт троллейбусов был практически невозможен из-за отсутствия материальных ресурсов, началось хищение имущества. Большинство троллейбусов простаивало из-за отсутствия запчастей, обрывы контактной сети стали повседневным явлением. Тем не менее, система продолжала функционировать. В 2006 году в депо поступили троллейбусы Škoda 14Tr из Тбилиси, когда там закрылась троллейбусная система. Но это не могло исправить плачевное состояние чиатурского троллейбуса, что и привело к его закрытию в 2009 году. Большинство троллейбусов было списано и порезано на металлолом.
Часть троллейбусов после закрытия системы оставалась в закрытом депо.
Тем не менее, в городе и сегодня можно обнаружить остатки контактной сети и её опоры.